# Carl Oliver
Carl Oliver (Andros, 30 gennaio 1969) è un ex velocista bahamense, specializzato nei 400 metri piani.
In carriera è stato campione mondiale della staffetta 4×400 metri a Edmonton 2001.

## Palmarès
| Anno | Manifestazione  | Sede           | Evento      | Risultato | Prestazione | Note  |
| ---- | --------------- | -------------- | ----------- | --------- | ----------- | ----- |
| 1995 | Mondiali        | Göteborg       | 4×400 m     | Batteria  | 3'02"85     |       |
| 1996 | Giochi olimpici | Atlanta        | 400 m piani | Batteria  | 47"41       |       |
| 1996 | Giochi olimpici | Atlanta        | 4×400 m     | 7º        | 3'02"71     |       |
| 1999 | Campionati CAC  | Bridgetown     | 400 m piani | 5º        | 46"17       |       |
| 1999 | Mondiali        | Siviglia       | 4×400 m     | 6º        | 3'02"74     |       |
| 2000 | Giochi olimpici | Sydney         | 4×400 m     | Bronzo    | 2'59"23     |       |
| 2001 | Mondiali        | Edmonton       | 4×400 m     | Oro       | 2'58"19     | [ 1 ] |
| 2003 | Campionati CAC  | Saint George's | 4×400 m     | Oro       | 3'02"56     |       |
| 2003 | Mondiali        | Saint-Denis    | 4×400 m     | Bronzo    | 3'00"53     | [ 1 ] |